# Джералдтон (аэропорт)
 Джералдтон  — аэропорт, расположенный в 10 километрах к востоку от города Джералдтон, Западная Австралия, по основной региональной дороге Джералдтон—Маунт Магнет, Среднего Запада Австралии. В аэропорту ежегодно обслуживается около 60 тысяч человек.

## Справочная информация
Аэропорт Джералдтон предназначен для авиации общего назначения и регулярных пассажирских перевозок. Также принимает различный авиатранспорт, который обеспечивает необходимым промышленность и коммерцию среднезападного региона Австралии.
Аэропорт является основной базой для чартерных рейсов самолётов, обучения полётам, частных полётов, воздушных и аграрных работ, а также технического обслуживания воздушных судов в среднезападном регионе.
Ближайшими аэродромами являются Муллева в 100 километрах к востоку и Калбарри в 100 километрах на север. Для приёма крупных самолётов предназначен аэропорт Перт в 370 километрах к югу.
В аэропорту ежедневно осуществляются вылет и посадка пассажирских самолётов в Перт и из него, авиакомпаний QantasLink и Skywest Airlines.
Авиация общего назначения осуществляет гражданские перелёты, а также частные и чартерные полёты, сельскохозяйственное распыление и аэрацию.
Аэропорт является базовым для нескольких организаций гражданской авиации по лётной подготовке:
- Geraldton Air Charter
- Batavia Coast Air Charter
- Shine Aviation Services
- Mid West Aero Club
- Bristow Helicopters[англ.]
- OM Helicopters

Авиационная служба Shine проводит официальную лётную подготовку к юго-востоку от аэропорта.
Mid West Aero Club проводит техническое обслуживание воздушных судов. Среди персонала компании работают авиаинженеры
Bristow Helicopters обеспечивает поддержку служб, которые занимаются исследованием прибрежных территорий.
Сервис сельскохозяйственного распыления предоставляет услуги по опылению посевов с воздуха.
Служба Royal Flying Doctor в Западной Австралии использует аэропорт для стоянки транспортов санитарной авиации и имеет самолётный ангар.
Местные чартерные рейсы аэропорта Джералдтон осуществляются вахтовым методом. Услуги включают в себя перелёты в другие города. Авиакомпания Skywest Airlines работает по вторникам, а Maroomba — по пятницам.
Джералдтон расположен относительно недалеко от крупного, почти 2-миллионного города Перта, в связи с чем обеспечивает значительное количество связанных с ним воздушных операций.

## Статистика
Аэропорт занял 44-е место в Австралии по количеству обслуженных в 2009—2010 годах пассажиров.
| Год     | Пассажиров | Взлётов-посадок (тыс.) |
| ------- | ---------- | ---------------------- |
| 2001-02 | 48774      | 2421                   |
| 2002-03 | 54880      | 2552                   |
| 2003-04 | 56707      | 2416                   |
| 2004-05 | 77235      | 3727                   |
| 2005-06 | 88610      | 3676                   |
| 2006-07 | 87634      | 3473                   |
| 2007-08 | 103455     | 4273                   |
| 2008-09 | 99479      | 4068                   |
| 2009-10 | 99364      | 4198                   |